# Joseph Cao
Pour les articles homonymes, voir Cao.
Joseph Cao (en vietnamien : Cao Quang Ánh), né le 13 mars 1967 à Saïgon, est un avocat et homme politique américain, membre du Parti républicain.
Le 6 décembre 2008, il a été élu représentant de la Louisiane à la Chambre des représentants des États-Unis, battant le représentant démocrate sortant William J. Jefferson, le vert Malik Rahim et le libertarien Gregory Kahn. Il est le premier vietnamo-américain élu à ce poste. Toutefois, il est largement battu deux ans plus tard par le démocrate Cedric Richmond.

## Biographie

### Famille
Le père de Cao était un officier de l'armée de la République du Viêt Nam fait prisonnier par l'armée nord-vietnamienne à la fin de la guerre du Viêt Nam. Sa mère s'est enfuie du Sud Viêtnam en mai 1975, pendant la chute de Saigon, avec Cao et deux de ses sept enfants. Cao avait huit ans quand il est arrivé avec sa mère aux États-Unis. Le père de Cao a été emprisonné pendant sept ans dans un camp de rééducation communiste, avant d'être libéré et de rejoindre sa famille à Houston, Texas.

### Études
Cao a passé son Baccalauréat au lycée Jersey Village à Houston. Il a ensuite obtenu une Licence de physique à l'université Baylor et a été pendant un certain temps séminariste chez les jésuites. Il a obtenu un MBA en philosophie à l'université Fordham. Par la suite, il enseigné la philosophie à l'université Loyola de La Nouvelle-Orléans, où il a en même temps obtenu son doctorat en droit en 2000.

### Carrière politique
En 2006, Cao se présente sans succès comme candidat indépendant dans le cent-troisième district de la Chambre des représentants de Louisiane.
En 2008, il décide de se présenter dans le deuxième district congressionnel de Louisiane contre le démocrate William J. Jefferson, dans la tourmente à la suite d'accusations de corruption.
Le 6 décembre 2008, malgré la large victoire des démocrates au niveau national un mois plus tôt Joseph Cao parvient à faire basculer ce district ultra-démocrate dans l'escarcelle des républicains. L'exploit est d'autant plus important sachant que Barack Obama a obtenu lors de l'élection présidentielle plus de 74 % des voix dans ce district.
Le 7 novembre 2009, il a été le seul représentant républicain à joindre sa voix aux 219 élus démocrates, participant ainsi à l'adoption en première lecture du projet de réforme de l'assurance maladie (Patient Protection and Affordable Care Act). Toutefois, il vote contre la version finale du projet.
En 2010, le résultat dans ce district se fait une nouvelle fois à contre-courant de la tendance nationale. Ainsi, Joseph Cao perd son siège en obtenant seulement 33,47 % des voix face au démocrate Cedric Richmond qui obtient 64,59 % des voix. Cao est avec Charles Djou l'un des deux seuls représentants républicains à être battus lors de ces élections.
En 2016, il se présente à la succession de David Vitter au Sénat. Il ne rassemble cependant que 1,1 % des voix.

### Vie privée
Cao est marié à Hieu Hoang, dite Kate ; ils ont deux filles, Sophia et Betsy.

### Articles annexes
- Liste des représentants de Louisiane